# 大阪市立川辺小学校
大阪市立川辺小学校（おおさかしりつ かわなべ しょうがっこう）は、大阪府大阪市平野区にある公立小学校。

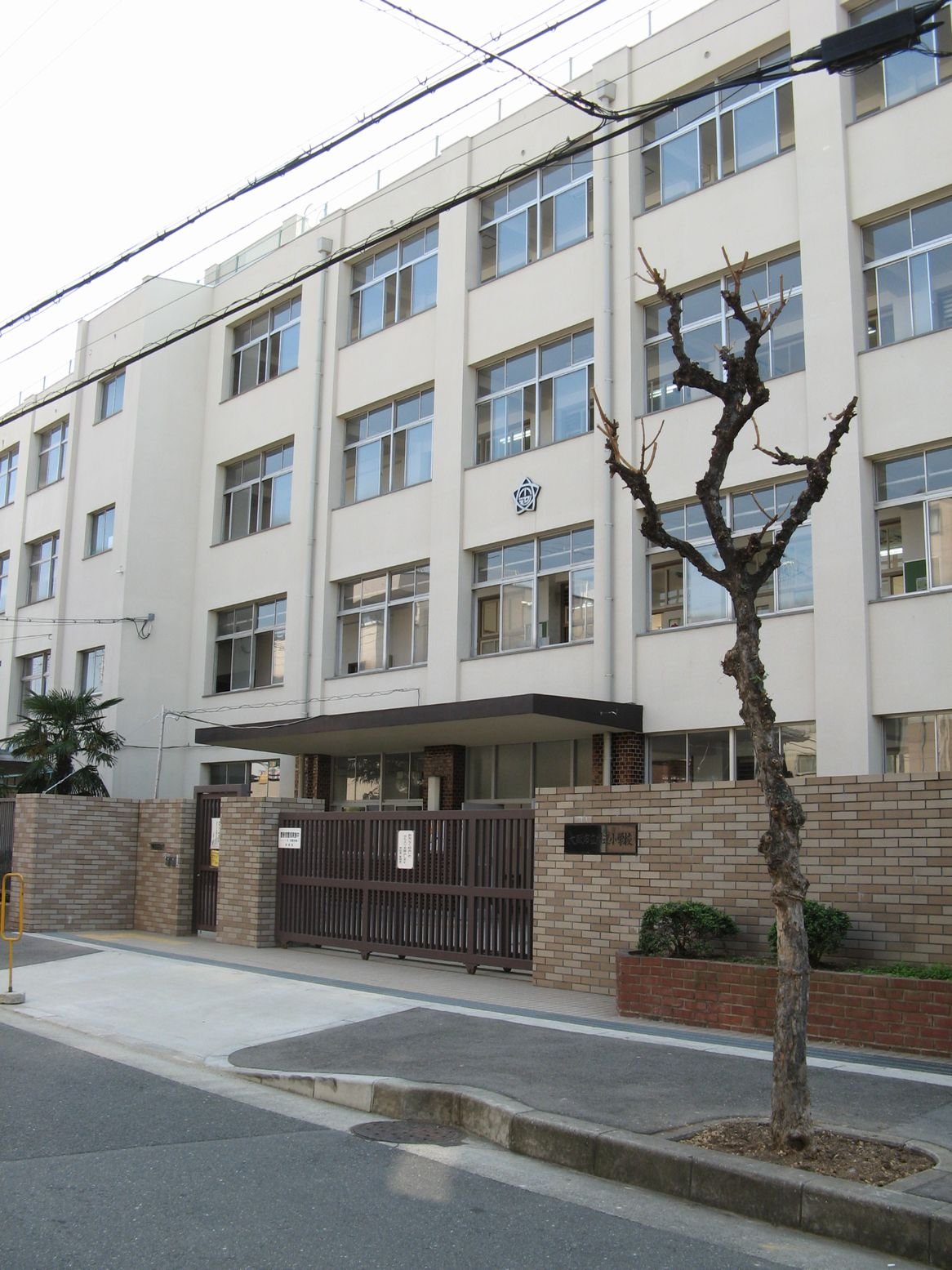
正門

## 沿革
平野区長吉地区が宅地化したことを背景に大阪市立長吉小学校の児童数が急増し学校が過密化傾向となった。長吉小学校の過大規模解消対策として、1974年に従来の同校の校区を分離する形で新設開校した
また大和川南岸の長吉川辺4丁目在住の児童については、従来は市境を越えて松原市立恵我小学校に通学することになっていたが、川辺小学校開校と同時に校区へ編入されている。
開校当初は5年生までの児童が長吉小学校から移った。1974年度1学期には長吉小学校内に仮校舎を置いていたが、同年8月に校舎が竣工し、同年度2学期より現在地での授業を開始した。

### 年表
- 1978年11月20日 - 長吉小学校分校（仮称）として建設工事開始。この日を創立記念日とする。
- 1979年4月1日 - 大阪市立川辺小学校として、5年生までの児童で開校。
- 1979年8月 - 校舎竣工。
- 1978年9月1日 - 現在地での授業を開始。
- 1980年11月22日 - 開校記念式典を実施。

## 通学区域
- 大阪市平野区、長吉川辺1・2・4・5丁目、長吉長原西3丁目（一部）、長吉長原西4丁目。

卒業生は大阪市立長吉西中学校に進学する。

## 交通
- 地下鉄谷町線 長原駅 南西へ約1.2km。

## 著名な出身者
- 矢野雅哉 - プロ野球選手